# Кобден Паркс
Кобден Паркс (англ. Cobden Parkes, нар. 2 серпня 1892, Балмейн, Сідней, Новий Південний Уельс, Британська імперія — пом. 15 серпня 1978, Блейкгерст, Сідней, Новий Південний Уельс, Австралія) — австралійський державний службовець в галузі архітектурного та будівельного нагляду, який у 1935-58 роках обіймав посаду державного архітектора Нового Південного Уельсу. Син батька-засновника австралійської державності Генрі Паркса. Член-кореспондент австралійського та британського інститутів архітекторів, один із членів комісії з розробки й оцінки проєктів Сіднейського оперного театру.

## Ранні роки
Кобден Паркс народився 2 серпня 1892 року в містечку Балмейн, передмістя Сіднея. Його батьком був батько-засновник австралійської державності Генрі Паркс, а матір'ю його друга дружина Елеанора, уроджена Діксон. Кобдена Паркса назвав батько на честь англійського політичного діяча Річарда Кобдена, клуб імені якого раніше вручив йому золоту медаль. У сім'ї він був наймолодшим із дітей. Паркс-старший помер менш ніж через 4 роки після народження сина, 27 квітня 1896 року, роком раніше померла і його дружина. Кобден виховувався мачухою Джулією разом зі старшими братами та сестрами.
Паркс здобув освіту в середній школі на Форт-Стріт, потім вступив до Роксдейл-коледж. З 1909 року він працював у департаменті громадських робіт Нового Південного Уельсу під керівництвом архітектора Волтера Верона, здобуваючи заочну вищу освіту в Сіднейському технічному коледжу.

## Військова служба
27 серпня 1914 року Кобдена призвали на службу в Австралійські імперські сили (АІС) в у перший батальйон для участі у Першій світовій війні. У складі батальйону Паркс вирушив до Єгипту, де його поранили в ході битви за Галліполі. За проявлену мужність Кобден отримав звання молодшого сержанта у червні 1915 року, після чого знову вирушив у стрій. 4 вересня він отримав нове, більш серйозне поранення, яке спричинило розрив сухожилля й ампутацію трьох пальців на правій руці. Через ці події Паркса визнали інвалідом, у квітні наступного року вибув із чинної армії. Втім, пізніше Кобден повернувся до АІС, де у складі вже 34-батальйона взяв участь у наступі Антанти на Західному фронті. Остаточно діючу армію він залишив вже після закінчення війни, 4 вересня 1919 року, у званні лейтенанта, повернувшись до Сіднея.

## Громадянська служба
У 1920 році Паркс знову приступив до роботи в департаменті громадських робіт Нового Південного Уельсу. 19 листопада 1921 року в англіканській церкві святого Філіпа в Сіднеї він одружився з Вікторією Ленор Лілліман. У 1930 році Кобдена призначили архітектором-проєктувальником і відповідальним керівником креслярського бюро, а 4 жовтня 1935 року — на посаду державного архітектора штату, змінивши на цій посаді Едвіна Евана Сміта, який вийшов на пенсію.
Автором статті в Австралійському біографічному словнику Паркс оцінюється як людина зі значними організаторськими здібностями та талантами. Кобден став першим з урядових архітекторів, хто пройшов повну підготовку на свою посаду. Він дотримувався консервативного архітектурного стилю. Під його керівництвом були доопрацьовані портик і велика читальна зала державної публічної бібліотеки. Під його керівництвом працював і відомий сіднейський архітектор Едвард Ремберт, який побудував технічний коледж у Ньюкаслі й один з блоків технічного коледжу Сіднея. На обидві споруди надихнула творчість нідерландського модерніста Віллема Марінуса Дудока.
Паркс керував будівництвом і розробкою безлічі різних споруд за спеціальною «програмою воєнних років», зокрема, лікарень, бомбосховищ й оборонних конструкцій для громадських будівель. Серед спроєктованих ним лікарень була, наприклад, 12-поверхова «Hickman House». У 1939 році Кобден супроводжував міністра охорони здоров'я Австралії в його поїздці Англією та США. У тому ж році, після початку війни, після повернення до Сіднея, він очолив технічний комітет національної служби екстреної допомоги (підрозділ, що займався лагодженням будівель, що постраждали в ході війни), залишаючись при цьому урядовим архітектором. Коли Японська імперія вступила у війну у 1941 році, Кобден надавав підтримку комітету із запобігання бомбардувань і повітряних нальотів.
У десятиліття після війни для відновлення економіки під керівництвом Паркса департамент використав збірні алюмінієві будинки. Це дозволило значно скоротити витрати та більше коштів спрямувати на розвиток освітньої сфери, зокрема на будівництво нових шкіл й університетів, а також на розширення старих. Під керівництвом Кобдена також розширювалися ринки, рекреаційні та побутові будівлі. Бачачи нестачу людських ресурсів для державного будівництва, Паркс розробив плани співпраці з приватними організаціями та фондами, які допомогли її вирішити. Він також заохочував «польове» навчання студентів.
1 серпня 1958 року Паркс вийшов на пенсію, пропрацювавши у департаменті майже 50 років. Його наступником став Тед Фармер. У статті, присвяченій його відставці, найбільше видання Сіднея «Сідней морнінг геральд» назвало Паркса «найрукатішим урядовим архітектором в історії країни» (англ. handsiest gov architect's from australian history). Але відпочити на пенсії Кобдену не дали, бо його призначили членом комітету з розвитку Університету Нового Південного Уельсу, а також членом комітету зі створення мережі лікарень імені принців Генрі та Чарльза.

## Почесні посади
Кобден очолював велику кількість комітетів й організацій, зокрема австралійське відділення Червоного хреста, де вважався справжньою легендою, «людиною з великим серцем, добрим характером і великою чарівністю».
З 1957 до 1958 рік Паркс був одним із суддів з відбору проєкту Сіднейського оперного театру. Він представляв уряд Нового Південного Уельсу. Попри те, що Кобден був відомий своїми консервативними поглядами, він став одним з тих, хто наполіг на виборі амбітного проєкту Утзона, бо вважав, що тільки завдяки такому ризикованому рішенню може вийти справжнє диво світу.
Паркс був членом спільноти архітекторів Нового Південного Уельсу з 1924 року, а з 1949 до 1963 рік головував у ньому. У 1929 році він став членом Королівського австралійського архітектурного інституту, у 1936 році отримав посаду його наукового співробітника, у 1958 році — стипендіата, у 1964 році отримав від нього золоту медаль за вірну службу. У 1951 році його обрано членом Королівського інституту британських архітекторів. У 1955 році Кобден отримав нагороду від Асоціації майстрів-будівельників Нового Південного Уельсу — медаль імені Флоренс Тейлор, найвеличнішої жінки-архітектора в історії Австралії. Крім цього, він був членом імперського військового клубу Imperial Service Club.

## Смерть
Паркс помер 15 серпня 1978 року в Блейкгерсті, передмістя Сіднея. У нього залишилися дочка та двоє синів.